# Poa pratensis
Poa pratensis L., 1753, chiamata comunemente erba fienarola,  è una specie di pianta erbacea appartenente alla famiglia delle Poacee, estremamente diffusa e per questo talvolta considerata infestante. Cresce in Europa, Asia, Nordafrica e Nord America.

## Tassonomia
Sono note le seguenti sottospecie:
- Poa pratensis subsp. pratensis L.
- Poa pratensis subsp. dolichophylla (Hack.) Portal
- Poa pratensis subsp. jordanii Portal
- Poa pratensis subsp. oligantha Charit.
- Poa pratensis subsp. turfosa (Litv.) Vorosch.

## Usi
Viene utilizzata nei prati dei campi da calcio.